# Shimokitazawa

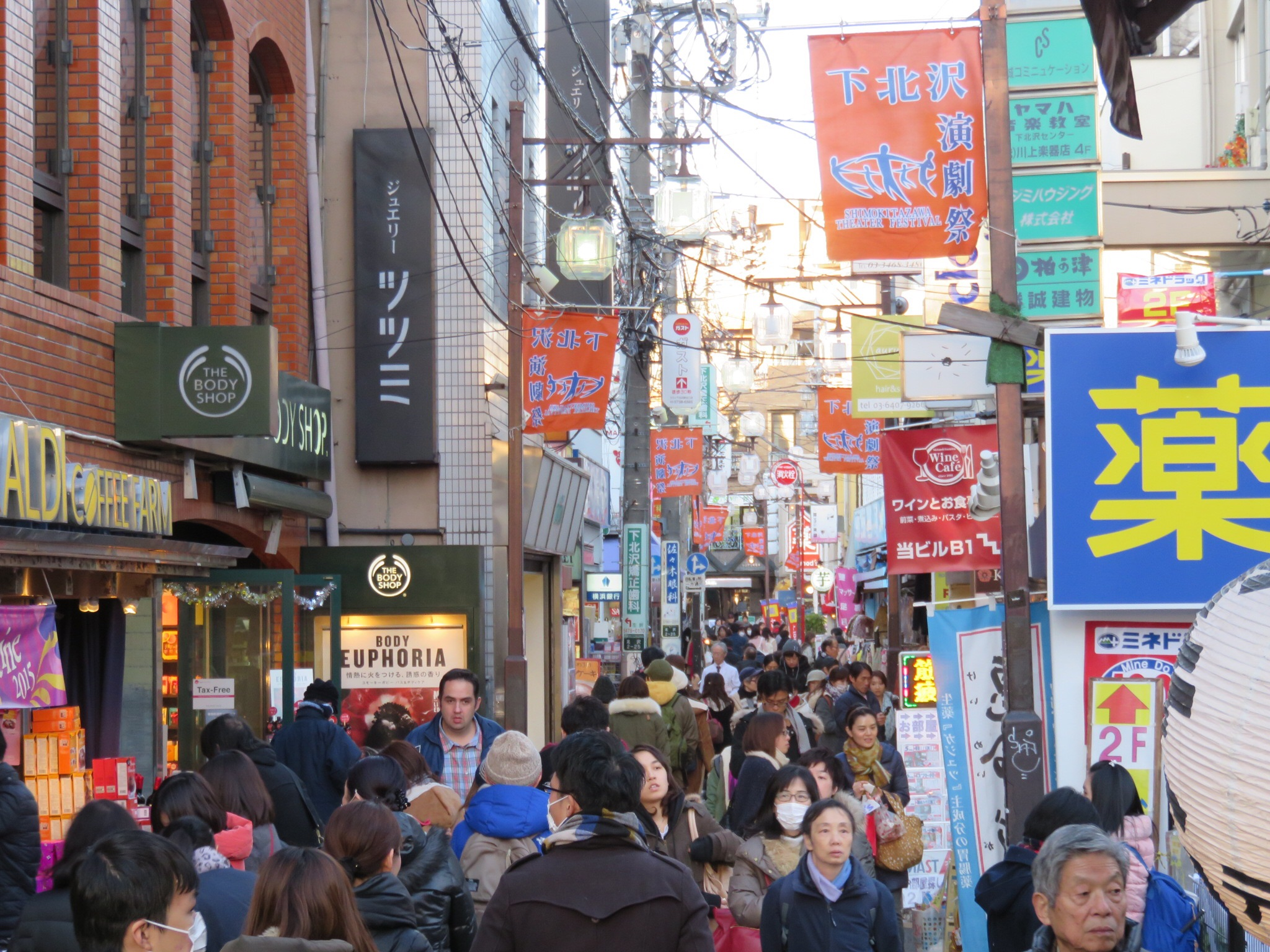
Calle Shimokitazawa.

Shimokitazawa (下北沢, Shimokitazawa) es un área comercial y de entretenimiento en Kitazawa, Setagaya, Tokio. Está ubicada en la esquina suroeste del Distrito de Kitazawa, de ahí el nombre "Shimo-kitazawa" (literalmente Kitazawa inferior). También conocido como Shimokita, el barrio es muy popular por la densidad de pequeños minoristas de moda independientes, cafés, teatros, bares y locales de música en vivo.

## Comercio minorista

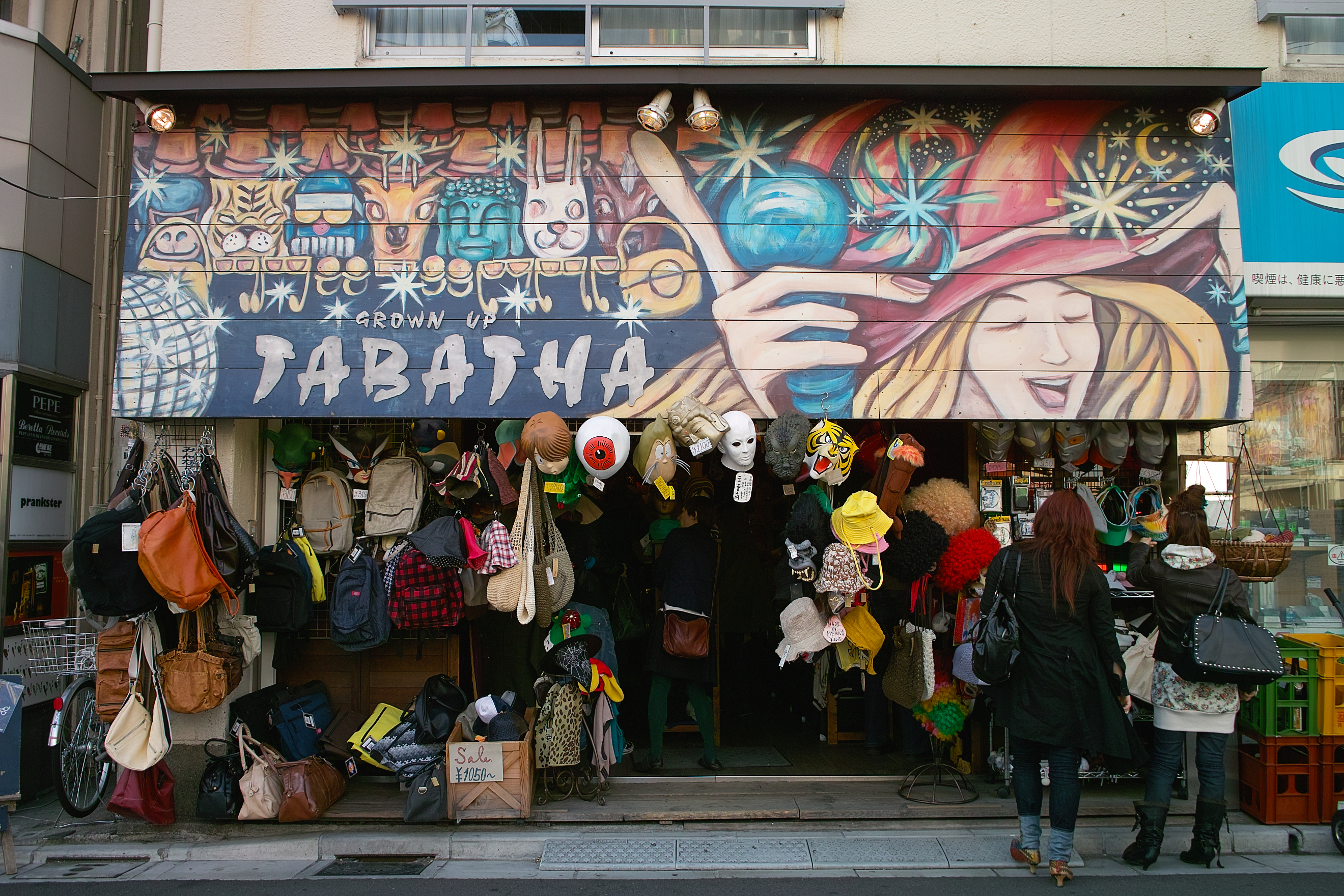
Venta minorista de moda independiente de Shimokitazawa.

El barrio se compara a menudo con las callejuelas de Ura-Harajuku y Koenji; las unidades de tiendas más pequeñas y el acceso vehicular restringido han limitado su atractivo para los comerciantes de moda nacionales e internacionales más grandes, lo que permite que los minoristas independientes sobrevivan. El distrito consta de las calles que rodean inmediatamente la estación Shimo-Kitazawa, donde se cruzan el ferrocarril eléctrico Odakyu y las líneas Keio Inokashira. El vecindario ha sido durante mucho tiempo un centro de teatro y lugares de música en vivo; sirve como sede del histórico teatro Honda Gekijō que organiza festivales de teatro durante todo el año. Con numerosos cafés, moda de segunda mano, vintage y tiendas de música grabada, Shimokitazawa sigue siendo popular entre los estudiantes y seguidores de las subculturas juveniles japonesas.

## Reurbanización

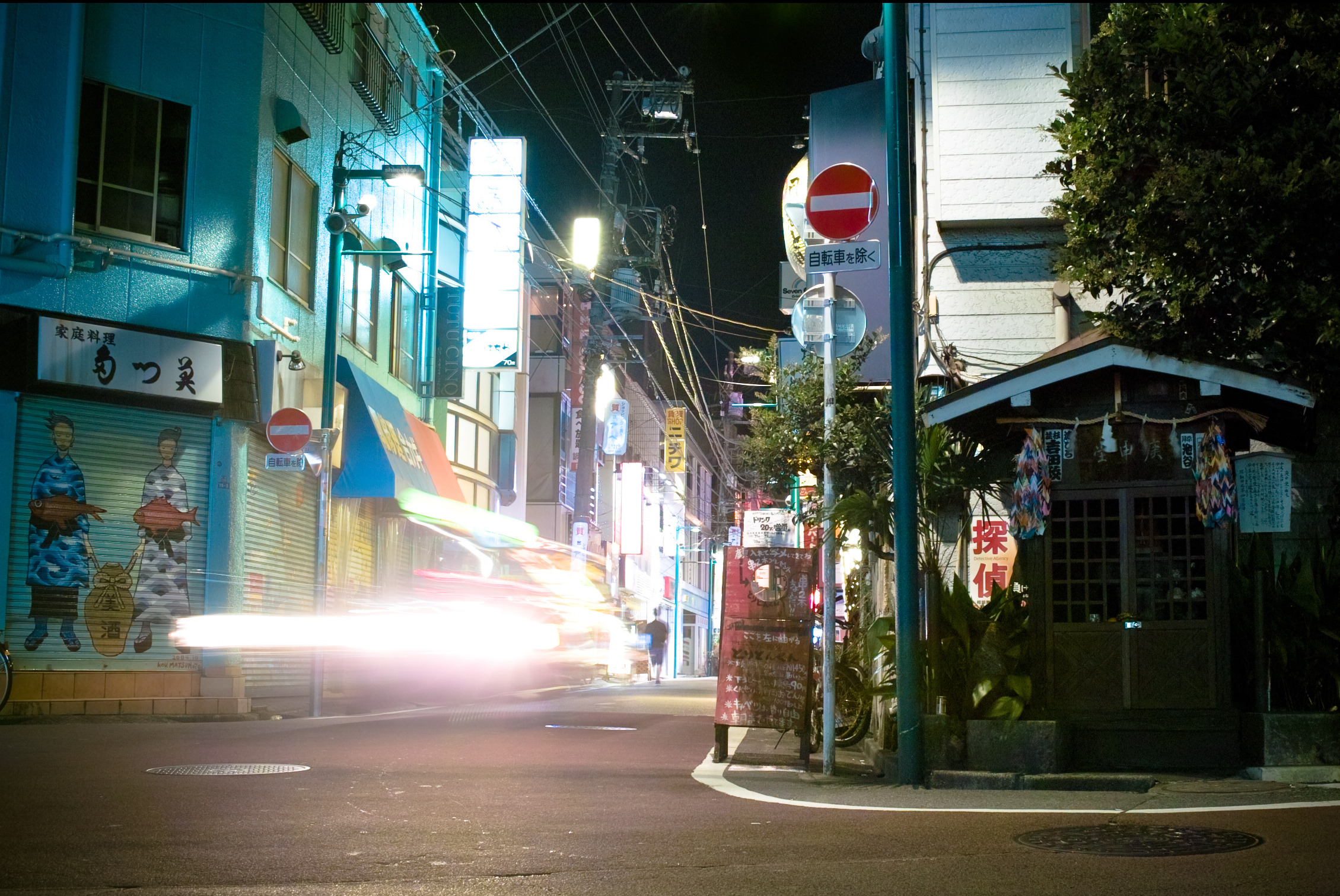
Vista nocturna de Shimokitazawa.

En 2004, el Ayuntamiento de Setagaya publicó un plan para reconstruir una gran parte de la ciudad, incluida la construcción de varios edificios de gran altura y la ampliación de la Ruta 54 por toda la ciudad. Las calles son muy estrechas y muy intersectadas, con muchos callejones pequeños. Debido a que muchos residentes y visitantes consideran que esto es parte del encanto de Shimokitazawa, existe cierta controversia en torno al plan de desarrollo, que algunos consideraron degradante y crasamente comercializado.
Con la reubicación de las vías del tren de la Línea Odakyu bajo tierra en marzo de 2013, las nuevas entradas de la estación, junto con las vías completamente duplicadas en ambas direcciones, la remodelación a mayor escala del área inmediata de la estación Shimo-Kitazawa está en curso y se ha reducido la complicada hora punta de Odakyu al 150% de la carga de trenes a partir de 2018, desde casi un 200% que existía anteriormente.